# Лейково (Західнопоморське воєводство)
Лейково (пол. Lejkowo) — село в Польщі, у гміні Малехово Славенського повіту Західнопоморського воєводства.
Населення — 135 осіб (2011).
У 1975-1998 роках село належало до Кошалінського воєводства.

## Демографія
Демографічна структура станом на 31 березня 2011 року:
|          | Загалом | Допрацездатний вік | Працездатний вік | Постпрацездатний вік |
| -------- | ------- | ------------------ | ---------------- | -------------------- |
| Чоловіки | 67      | 19                 | 42               | 6                    |
| Жінки    | 68      | 10                 | 42               | 16                   |
| Разом    | 135     | 29                 | 84               | 22                   |